# Aserbaidschanischer Fußballpokal 2017/18
Der Aserbaidschanischer Fußballpokal 2017/18 war die 26. Austragung des Pokalwettbewerbs im Fußball in Aserbaidschan. Pokalsieger wurde der FK Keşlə. Das Team setzte sich im Finale gegen Vorjahresfinalist FK Qəbələ mit 1:0 durch. Durch den Sieg qualifizierte sich der FK Keşlə für die 1. Qualifikationsrunde der UEFA Europa League 2018/19. 

## Modus
In der Qualifikationsrunde, im Achtelfinale und Finale wurden die Begegnungen in einem Spiel entschieden. Bei unentschiedenem Ausgang wurde das Spiel verlängert und gegebenenfalls durch Elfmeterschießen entschieden.
Im Viertel- und Halbfinale wurden die Sieger in Hin- und Rückspiel ermittelt. Bei Torgleichstand in beiden Spielen zählte zunächst die größere Zahl der auswärts erzielten Tore; gab es auch hierbei einen Gleichstand, wurde das Rückspiel verlängert und ggf. ein Elfmeterschießen zur Entscheidung ausgetragen. 

## Teilnehmer
| Premyer Liqası (8)                                                                                           | Birinci Divizionu (10) |
| --- | --- |
| - PFK Kəpəz - FK Keşlə - Neftçi Baku PFK - FK Qarabağ Ağdam - FK Qəbələ - Səbail FK - Sumqayıt PFK - Zirə FK | - FK Ağsu - Binə FK - FK Mil-Muğan - MOİK Baku PFK - Qaradağ Lökbatan FK - Sabah FK - Şüvəlan FK - PFK Turan Tovuz - Xəzər Baku FK - Zaqatala PFK |

## Qualifikationsrunde
In dieser Runde nahmen vier Zweitligisten teil.
| Datum      |                    | Ergebnis |                      |
| ---------- | ------------------ | -------- | -------------------- |
| 11.10.2017 | FK Ağsu (II)       | 0:1      | FK Mil-Muğan (II)    |
| 11.10.2017 | MOİK Baku PFK (II) | 2:1      | PFK Turan Tovuz (II) |

## Achtelfinale
Teilnehmer: Die zwei Sieger der Qualifikationsrunde, alle acht Erstligisten und sechs weitere Zweitligisten.
| Datum      |                      | Ergebnis |                          |
| ---------- | -------------------- | -------- | ------------------------ |
| 28.11.2017 | Neftçi Baku PFK (I)  | 5:0      | Zaqatala PFK (II)        |
| 28.11.2017 | FK Qarabağ Ağdam (I) | 2:0      | Qaradağ Lökbatan FK (II) |
| 29.11.2017 | FK Qəbələ (I)        | 8:0      | FK Mil-Muğan (II)        |
| 29.11.2017 | Şüvəlan FK (II)      | 1:2      | Səbail FK (I)            |
| 29.11.2017 | Zirə FK (I)          | 3:0      | Xəzər Baku FK (II)       |
| 29.11.2017 | MOİK Baku PFK (II)   | 0:3      | FK Keşlə (I)             |
| 29.11.2017 | PFK Kəpəz (I)        | 3:0      | Binə FK (II)             |
| 29.11.2017 | Sumqayıt PFK (I)     | 3:0      | Sabah FK (II)            |

## Viertelfinale
| Datum             |                      | Gesamt |                     | Hinspiel | Rückspiel |
| ----------------- | -------------------- | ------ | ------------------- | -------- | --------- |
| 10.12./14.12.2017 | Zirə FK (I)          | 1:2    | Neftçi Baku PFK (I) | 1:0      | 0:2       |
| 10.12./14.12.2017 | FK Keşlə (I)         | 5:2    | PFK Kəpəz (I)       | 2:0      | 3:2       |
| 11.12./15.12.2017 | FK Qəbələ (I)        | 5:2    | Səbail FK (I)       | 1:0      | 4:2       |
| 11.12./15.12.2017 | FK Qarabağ Ağdam (I) | 2:3    | Sumqayıt PFK (I)    | 2:1      | 0:2       |

## Halbfinale
| Datum             |               | Gesamt |                     | Hinspiel | Rückspiel |
| ----------------- | ------------- | ------ | ------------------- | -------- | --------- |
| 10.12./14.12.2017 | FK Qəbələ (I) | 4:3    | Neftçi Baku PFK (I) | 1:2      | 3:1       |
| 10.12./14.12.2017 | FK Keşlə (I)  | 2:1    | Sumqayıt PFK (I)    | 1:0      | 1:1       |

## Finale
| Paarung        | FK Keşlə – FK Qəbələ |
| Ergebnis       | 1:0 (0:0) |
| Datum          | 28. Mai 2018 |
| Stadion        | Qəbələ şəhər stadionu, Qəbələ |
| Zuschauer      | 4.500 |
| Schiedsrichter | Rauf Cabarov |
| Tore           | 1:0 Pardis Fardjad-Azad (71.) |
| FK Keşlə       | Kamran Ağayev – Adrian Scarlatache, Dênis Silva, Tərlan Quliyev, Slavik Alxasov – Sertan Taşkın, Ebrima Sohna, Nemanja Stojanović (90.+4' Əlibəy Məmmədli), Vaqif Cavadov – Andre Clennon (65. Pardis Fardjad-Azad), César Meza Colli (85. Məmməd Quliyev) Cheftrainer: Jurij Maximow ( Ukraine) |
| FK Qəbələ      | Dmytro Besotosnyj – İlqar Qurbanov, Witalij Wernydub (15. Asif Məmmədov), Rasim Ramaldanov, Vojislav Stanković (76. Filip Ozobić) – Təmkin Xəlilzadə, Cavid Hüseynov, Steven Joseph-Monrose, Qismət Alıyev – Bagaliy Dabo, Famoussa Kone Cheftrainer: Roman Hryhortschuk ( Ukraine)              |
| Gelbe Karten   | Tərlan Quliyev, Ebrima Sohna, Kamran Ağayev, Pardis Fardjad-Azad – Steven Joseph-Monrose, Famoussa Kone |
| Platzverweise  | keine – İlqar Qurbanov (88.) |